# Softbed Ridges
Softbed Ridges är en bergstopp i Antarktis. Den ligger i Östantarktis. Nya Zeeland gör anspråk på området. Toppen på Softbed Ridges är 1 006 meter över havet.
Terrängen runt Softbed Ridges är huvudsakligen kuperad, men åt nordväst är den platt. Trakten är obefolkad. Det finns inga samhällen i närheten.